# Dia Mundial de l'Òpera
El Dia Mundial de l'Òpera se celebra el 25 d'octubre des de l'any 2019. Es tracta d'una una iniciativa de les tres associacions professionals de programadores d'òpera, Opera Europa, Opera America i Òpera Llatinoamèrica en col·laboració amb la Unesco i l'Institut Internacional de Teatre (ITI). El Dia Mundial de l'Òpera pretén sensibilitzar sobre l'impacte positiu de l'òpera i promoure els valors culturals que representa el gènere líric.
L'elecció del dia 25 d'octubre no és casual, ja que en aquesta data van néixer el compositor francès Georges Bizet, autor de la immortal òpera Carmen, i del popular autor de valsos, Johann Strauss, compositor de l'opereta El ratpenat. Les diferents companyies d'òpera associades a les tres entitats internacionals desenvoluparan aquesta jornada un seguit d'actes per conscienciar sobre el valor de l'òpera.
Aquest esdeveniment se celebra amb actes a diverses institucions i localitats d'arreu del món, i també a Catalunya.